# 轻部征夫
轻部征夫（日语：／ Karube Isao */?，1942年1月27日—2020年2月8日），日本生物技术专家，东京大学名誉教授，东京工科大学校长（2008年－2020年）。

## 生平
1942年生。1966年毕业于东京水产大学水产学部。1972年修完东京工业大学大学院理工学部研究科博士課程。1972年至1974年在美国伊利诺伊大学进修。1974年至1988年在东京工业大学資源化学研究所工作，历任助手、助教授、教授。1988年任东京大学先端科学技術研究中心教授。2002年任东京大学名誉教授。2008年至2020年任东京工科大学校长。2020年2月8日在东京都逝世，终年78岁。

## 荣誉
- 1986年 日本化学会学術奖
- 1990年 市村学術貢献奖
- 1994年 隆德大学名誉工学博士称号[3]
- 1995年 全国发明奖
- 1996年 竹田科学奖
- 2003年 文部科学大臣奖[4]